# Mogilnojemeer
Het Mogilnojemeer (Russisch: озеро Могильное; "doodstil meer") is een meer in het Russische schiereiland Kola, op ongeveer 35 kilometer ten westnoordwesten van het dorp Teriberka, in het noorden van de oblast Moermansk. Het heeft de status van hydrologisch natuurmonument. De naam van het meer verwijst naar de verwoesting van de nabijgelegen nederzetting in 1809 (Finse Oorlog) door Britse vrijbuiters, waarna het eiland Kildin lange tijd onbewoond was.

## Ligging en structuur
Het meer ligt nabij de kust van de Straat Kildin (van de Barentszzee) in het zuidoosten van het eiland Kildin, ten oosten van het dorpje Vostotsjny Kildin en de gelijknamige Kaap Mogilny. Het is een klein meertje van 560 bij 280 meter en een oppervlakte van 90.000 m². Het huidige meer is waarschijnlijk ongeveer 1000 jaar oud, Volgens onderzoekers heeft het meer echter ook bestaan tussen 3500 en 1500 jaar geleden, maar werd daarna de smalle zandrug die het van de zee scheidt overspoeld.
Het Mogilnojemeer is een relictmeer dat werd gevormd als gevolg van een terugtrekkende beweging van de kustlijn. Het meer is bijzonder omdat het bestaat uit verschillende waterlagen van verschillende saliniteit, van bijna zoet (saliniteit van 0,21 tot 0,56‰) aan de oppervlakte tot een saliniteit van 33‰ aan de bodem. Dit komt doordat zeewater onder de landtong door via een gat van 70 meter breed en 5,5 meter hoog het meer vanuit het zuiden binnenloopt. De balans tussen zout en zoet water en de ermee gepaard gaande waterlagen ontstonden langzaam gedurende de 1000 jaar van het bestaan van het meer. Tegelijkertijd kwamen ook zowel, zoet-, zout- als brakwaterorganismen naar het meer. Het is het enige waterbekken in Rusland met een dergelijke samenstelling, waarvan elders in de wereld alleen voorbeelden bekend zijn uit Canada, IJsland en Groenland.

## Fauna
Het meer telt vier waterlagen, die tot op een diepte van ongeveer 5 meter zoet zijn. In de benedenste laag loopt de saliniteit zoals geschreven op tot 33‰, waar alleen de waterstofsulfide producerende purperbacteriën kunnen overleven. De drie bovenste lagen zijn dichterbevolkt. In de bovenste laag komen onder andere Daphnia (Cladocera), Gammarus locusta (Amphipoda), 13 soorten raderdieren en 21 soorten kreeftachtigen voor, alsook enkele vissoorten, waaronder de kildinkabeljauw (Gadus morhua kildinensis), die is opgenomen in het Rode Boek van Rusland. In de tweede laag (6,5 tot 13 meter; saliniteit: 2,21%) leven reeds meer zeedieren, zoals Stephanasterias albula (Asteroidea), zeeanemonen, sponsdieren, mosdiertjes, zeeanemonen, gele haarkwal en zeekreeften. De in de middelste lagen levende organismen kunnen niet in de zoete lagen erboven noch in de zoute lagen eronder overleven en zijn daardoor gevangen in deze lagen.

## Geschiedenis
Het meer verscheen voor het eerst op de kaart uit 1594 van de hand van een van de deelnemers aan de expeditie van Willem Barentsz. In 1887 verzamelde een team onder leiding van S.M. Herzenstein van het zoölogisch museum van de Russische Academie van Wetenschappen schelpen van weekdieren langs de oever van het meer en ontdekte vlokreeftjes (een hogere kreeftachtige) in het meer. Er werden ook watermonsters waarin 13 zoetwaterdelen en 1 deel zoutwater werden aangetroffen.
In 1889 ontdekte de Tsjechisch-Russische professor zoölogie Viktor Fausek zeeflora en -fauna in het zuidoostelijk deel van het meer. Hij kon geen getijde-invloeden waarnemen en liet daarom de mogelijkheid open van het lekken van zeewater door een dwarsverbinding, hetgeen later ook werd bevestigd. In 1914 schreef Boris Isatsjenko een gedetailleerde studie over de microbiële fauna van het waterbekken, nadat hij als eerste de bacteriën van de lagere waterlagen had onderzocht. In 1916 werd daarop tevergeefs gepoogd om gelden te verkrijgen voor een project voor het graven van een kanaal vanaf de zee om het meer te kunnen gebruiken als scheepshaven.
In 1985 verleende het Gosplan van de RSFSR middels resolutie nr. 146 aan het meer de aangewezen status van 'staatsnatuurmonument van nationale waarde' (Государственный памятник природы республиканского значения).
Tussen 1997 en 2000 werd er onderzoek verricht door het onderzoeksinstituut PINRO (poolonderzoeksinstituut voor zeeviseconomie en oceanografie Knipovitsj), waarvan de uitkomsten werden verwerkt in het boek Реликтовое озеро Могильное ("relictmeer Mogilnoje").